# Pheropsophus
Pheropsophus is een geslacht van kevers uit de familie van de loopkevers (Carabidae). De wetenschappelijke naam is gepubliceerd in 1833 door Solier.

## Soorten
Het geslacht omvat de volgende soorten:
- Pheropsophus abbreviatus Arrow, 1901
- Pheropsophus abyssinicus Alluaud, 1916
- Pheropsophus acutecostatus Fairmaire, 1892
- Pheropsophus adrianae Giachino, 2005
- Pheropsophus aequinoctialis (Linnaeus, 1763)
- Pheropsophus africanus (Dejean, 1825)
- Pheropsophus akhaensis Kirschenhofer, 2010
- Pheropsophus alexandrae Giachino, 2003
- Pheropsophus amnicola Darlington, 1968
- Pheropsophus andrewesi Jedlicka, 1964
- Pheropsophus androyanus Alluaud, 1932
- Pheropsophus angolensis (Erichson, 1843)
- Pheropsophus aptinoides Chaudoir, 1876
- Pheropsophus aptinomorphus Heller, 1910
- Pheropsophus arcanus (Erichson, 1843)
- Pheropsophus assimilis Chaudoir, 1876
- Pheropsophus baehri Giachino, 2005
- Pheropsophus baliothorax Heller, 1910
- Pheropsophus balkei Giachino, 2005
- Pheropsophus basiguttatus Chaudoir, 1876
- Pheropsophus beauvoisi Dejean, 1825
- Pheropsophus beckeri Jedlicka, 1930
- Pheropsophus bequaerti Burgeon, 1937
- Pheropsophus bimaculatus (Linnaeus, 1771)
- Pheropsophus bipartitus Fairmaire, 1868
- Pheropsophus biplagiatus Chaudoir, 1876
- Pheropsophus bisulcatus Chaudoir, 1843
- Pheropsophus borkuanus Bruneau De Mire, 1990
- Pheropsophus brussinoi Giachino, 2005
- Pheropsophus canis Darlington, 1968
- Pheropsophus capensis Chaudoir, 1876
- Pheropsophus capitatus Jedlicka, 1935
- Pheropsophus cardoni Maindron, 1898
- Pheropsophus catoirei (Dejean, 1825)
- Pheropsophus catulus Darlington, 1968
- Pheropsophus chaudoiri Arrow, 1901
- Pheropsophus chinensis Jedlicka, 1963
- Pheropsophus cincticollis Laferte-Senectere, 1850
- Pheropsophus cinctus (Gory, 1833)
- Pheropsophus claudiae Giachino, 2005
- Pheropsophus congoensis Arrow, 1901
- Pheropsophus consularis (Schmidt-Goebel, 1846)
- Pheropsophus darwini Giachino, 2003
- Pheropsophus debauvii (Guerin-Meneville, 1838)
- Pheropsophus delmastroi Giachino, 2005
- Pheropsophus dilatatus Burgeon, 1936
- Pheropsophus dimidiatus Arrow, 1901
- Pheropsophus discicollis (Dejean, 1825)
- Pheropsophus dregei Chaudoir, 1876
- Pheropsophus dux Chaudoir, 1876
- Pheropsophus ecuadorensis Hubenthal, 1911
- Pheropsophus emarginatus Chaudoir, 1876
- Pheropsophus exiguus Arrow, 1901
- Pheropsophus fastigiatus (Linnaeus, 1764)
- Pheropsophus fulminans (Fabricius, 1801)
- Pheropsophus fumigatus (Dejean, 1825)
- Pheropsophus galloi Giachino, 2005
- Pheropsophus gironieri Eydoux & Souleyet, 1839
- Pheropsophus globulicollis Hubenthal, 1918
- Pheropsophus gracilis Arrow, 1901
- Pheropsophus gregoryi Giachino, 2003
- Pheropsophus guanxiensis Kirschenhofer, 2010
- Pheropsophus guineensis Chaudoir, 1876
- Pheropsophus halteri (Chaudoir, 1837)
- Pheropsophus hassenteufeli Straneo, 1960
- Pheropsophus heathi Arrow, 1901
- Pheropsophus hilaris (Fabricius, 1798)
- Pheropsophus hispanicus (Dejean, 1824)
- Pheropsophus humeralis Chaudoir, 1843
- Pheropsophus impressicollis Laferte-Senectere, 1850
- Pheropsophus infantulus Bates, 1892
- Pheropsophus insignis Boheman, 1848
- Pheropsophus iranicus Reitter, 1919
- Pheropsophus javanus (Dejean, 1825)
- Pheropsophus jessoensis A.Morawitz, 1862
- Pheropsophus jurinei Dejean, 1825
- Pheropsophus katangensis Burgeon, 1937
- Pheropsophus kersteni Gerstaecker, 1866
- Pheropsophus kolbei Hubenthal, 1924
- Pheropsophus krichna (Maindron, 1906)
- Pheropsophus lafertei Arrow, 1901
- Pheropsophus langenhani Hubenthal, 1911
- Pheropsophus laticostis Chaudoir, 1876
- Pheropsophus lineifrons Chaudoir, 1850
- Pheropsophus lissoderus Chaudoir, 1850
- Pheropsophus livingstoni Arrow, 1901
- Pheropsophus longipennis Chaudoir, 1843
- Pheropsophus maculicollis Hubenthal, 1914
- Pheropsophus madagascariensis (Dejean, 1831)
- Pheropsophus malaisei Landin, 1955
- Pheropsophus marginatus (Dejean, 1825)
- Pheropsophus marginicollis Motschulsky, 1854
- Pheropsophus marginipennis (Castelnau, 1835)
- Pheropsophus mashunus Peringuey, 1896
- Pheropsophus minahassae Heller, 1903
- Pheropsophus minor Murray, 1857
- Pheropsophus nanodes Bates, 1892
- Pheropsophus nebulosus Chaudoir, 1876
- Pheropsophus nigerrimus Jedlicka, 1935
- Pheropsophus nigricollis Arrow, 1901
- Pheropsophus nigriventris Chaudoir, 1878
- Pheropsophus nyasae Arrow, 1901
- Pheropsophus obliquatus (J.Thomson, 1858)
- Pheropsophus occipitalis (W.S.Macleay, 1825)
- Pheropsophus pallidepunctatus Arrow, 1901
- Pheropsophus palmarum Chaudoir, 1876
- Pheropsophus parallelus (Dejean, 1825)
- Pheropsophus pauliani Colas, 1944
- Pheropsophus pedes Darlington, 1968
- Pheropsophus perroti Arrow, 1901
- Pheropsophus picicollis Chaudoir, 1876
- Pheropsophus planti Chaudoir, 1876
- Pheropsophus platycephalus Reichardt, 1967
- Pheropsophus prophylax Heller, 1903
- Pheropsophus raffrayi Chaudoir, 1878
- Pheropsophus recticollis Arrow, 1901
- Pheropsophus reductus Colas, 1944
- Pheropsophus riedeli Giachino, 2005
- Pheropsophus rivieri (Demay, 1838)
- Pheropsophus rolex Morvan, 1995
- Pheropsophus rufimembris Fairmaire, 1901
- Pheropsophus scythropus Andrewes, 1923
- Pheropsophus senegalensis (Dejean, 1825)
- Pheropsophus siamensis Chaudoir, 1876
- Pheropsophus stenopterus Chaudoir, 1878
- Pheropsophus straneoi Giachino, 2003
- Pheropsophus suensoni Schauberger, 1923
- Pheropsophus tamdaoensis Kirschenhofer, 2010
- Pheropsophus transvaalensis Peringuey, 1896
- Pheropsophus tripustulatus (Fabricius, 1792)
- Pheropsophus tristis Arrow, 1901
- Pheropsophus ubomboensis Barker, 1919
- Pheropsophus uelensis Burgeon, 1937
- Pheropsophus uniformis Hubenthal, 1914
- Pheropsophus verticalis Dejean, 1825
- Pheropsophus windjanae Baehr, 2012
- Pheropsophus wolfi Giachino, 2005
- Pheropsophus yunnanensis Kirschenhofer, 2010